# صورة الجهاز اللمفي
التصوير اللمفي أو تصوير الأوعية اللمفية (بالإنجليزية: Lymphography)‏ هو تصوير تشخيصي طبي تستخدم فيه مادة مظللة، وتُؤخذ بعد ذلك أشعة سينية لتصوّر تركيب الجهاز اللمفاوي، بما في ذلك الغدد الليمفاوية والقنوات الليمفاوية والأنسجة اللمفاوية والشعيرات الدموية الليمفاوية والأوعية الليمفاوية. تصوير الأوعية اللمفية (بالإنجليزية: Lymphangiography)‏ هو نفس الإجراء، ويستخدم فقط لتصوير الأوعية الليمفاوية. يُطلق على فيلم الأشعة السينية أو صورة الأوعية اللمفاوية والعقد الليمفاوية اسم الصورة الليمفاوية أو مخطط الأوعية اللمفاوية.

## الاستخدام
يستخدم التصوير اللمفاوي لتصوير هياكل الجهاز اللمفاوي، بما في ذلك العقد الليمفاوية والقنوات الليمفاوية والأنسجة اللمفاوية والشعيرات اللمفاوية والأوعية الليمفاوية. يمكن استخدامه أثناء انسداد القناة الصدرية.
لم يُستخدم التصوير اللمفاوي بشكل شائع في الطب الحديث منذ اعتماد تقنيات التصوير المقطعي المحوسب والتصوير المقطعي بالإصدار البوزيتروني.

## مخاطر الاستخدام
يعتبر التصوير عادة إجراءً آمنًا للغاية. يميل أخطر تفاعل ضار إلى أن يكون هناك رد فعل تحسسي محتمل لعامل التباين المحقون.
غالبًا ما يكون التصوير اللمفاوي إجراءً طفيف التوغّل. قد يكون من الصعب الوصول إلى الأوعية اللمفاوية لأنها عادة ما تكون ضيقة جدًا ويصعب تحديد مكانها. يستغرق الإجراء أيضًا وقتًا طويلاً.

## تقنية
يتم إدخال إبرة أو قسطرة في وعاء لمفاوي في القدم أو الذراع. يتم حقن عامل تباين في الوعاء اللمفاوي. قد يكون هذا في أنحاء 2-4 ملليلتر من محلول اليوترولان (iotrolan) أو اليوديكسانول (iodixanol). يتم إجراء ذلك بمعدل بطيء جدًا يبلغ حوالي 0.1 مللي لتر في الدقيقة. هذا يمنع تلف الأوعية اللمفاوية وتعطيل المعدل الطبيعي للتدفق الليمفاوي. يمكن أن يستغرق حقن جميع وسائط التباين من 60 إلى 90 دقيقة تقريبًا. بمجرد حقن وسيط التباين تتم إزالة القسطرة وخياطة الشقوق وتضميدها.
يستخدم منظار الفلور لتتبع الصبغة حيث تنتشر عبر الجهاز اللمفاوي من خلال الساقين إلى الفخذ وعلى طول الجزء الخلفي من تجويف البطن. يتم التقاط صور بالأشعة السينية للساقين والحوض والبطن والصدر. في اليوم التالي، قد يتم أخذ مجموعة أخرى من الأشعة السينية.
إذا تمت دراسة موقع السرطان (سرطان الثدي أو الورم الميلاني) لتقييم الانتشار، يتم حقن مزيج من الصبغة الزرقاء ومقتفي إشعاعي بجوار الكتلة. تكتشف الكاميرات الخاصة انتشار الكاشف على طول القنوات الليمفاوية إلى العقد الليمفاوية البعيدة. يستخدم الجراح بعد ذلك الصبغة الزرقاء المرئية أو النشاط الإشعاعي داخل العقد لتوجيه الخزعة داخل الأنسجة المجاورة (مثل حفرة الذراع لسرطان الثدي) لتحديد الطرق المحتملة لانتشار السرطان.

## روابط خارجية
- حول صورة الجهاز اللمفي (المكتبة الوطنية للطب والمعاهد الوطنية للصحة)